# فلدریشن بای گراتس
فلدریشن بای گراتس (به آلمانی: Feldkirchen bei Graz) یک منطقهٔ مسکونی در اتریش است که در گراتس اومگبونگ واقع شده‌است. فلدریشن بای گراتس ۱۱٫۵۴ کیلومتر مربع مساحت دارد ۳۵۲ متر بالاتر از سطح دریا واقع شده‌است.